# 周恩来少年读书处
周恩来少年读书处，位于江苏省扬州市宝应县城南街，原为周恩来外祖父陈沅的宅第。是中华人民共和国江苏省文物保护单位之一。

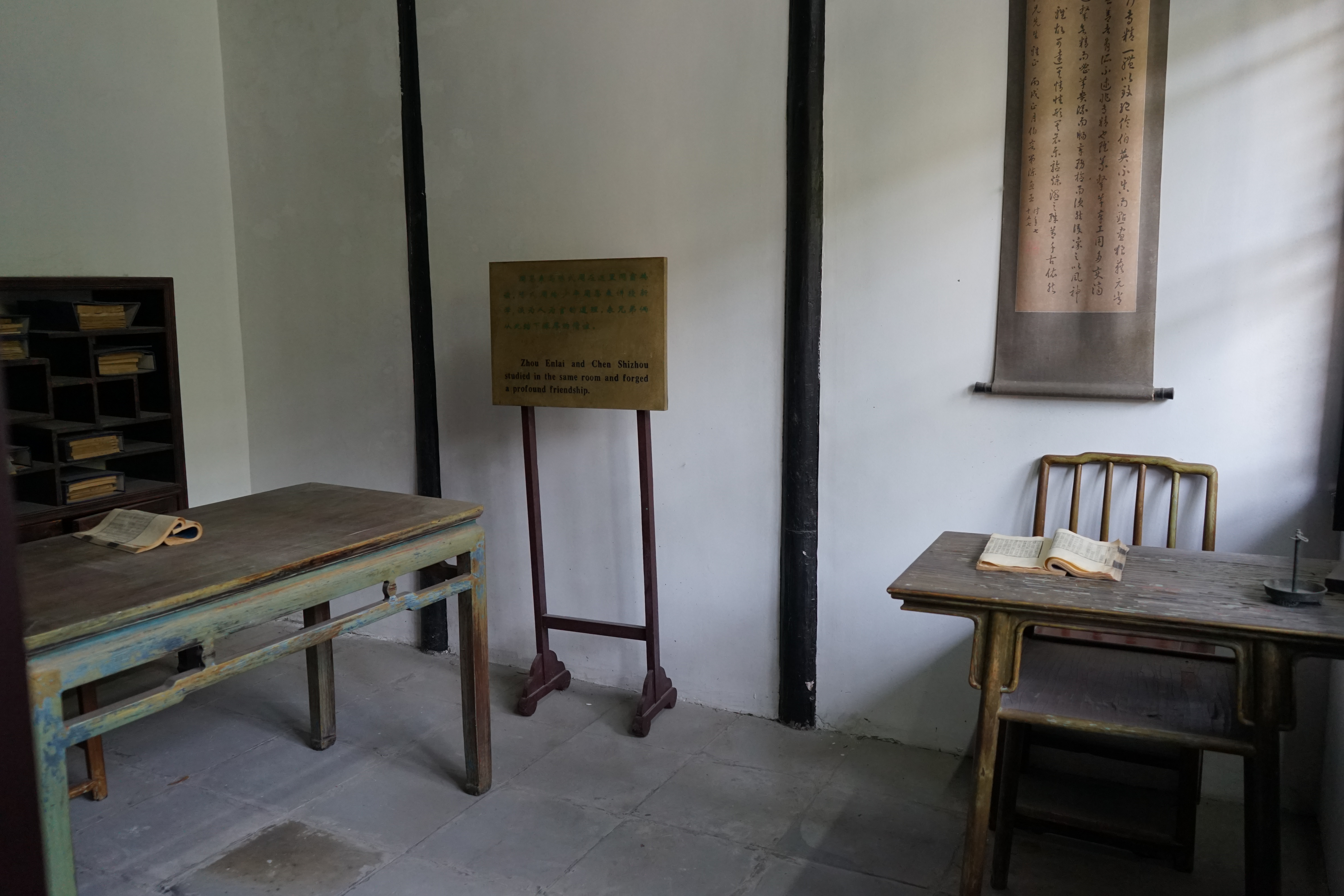
东院读书房，周恩来和陈世周曾在此处读书。

1907年夏，周恩来的生母万氏去世，嗣母陈氏携九岁的周恩来来此居住三个月。2002年10月22日，授予江苏省文物保护单位，是一座近现代重要史迹及代表性建筑。